# VW Scene
VW Scene International ist eine monatlich im TV Trend Verlag erscheinende Fachzeitschrift über getunte Autos der Marke Volkswagen.
In der Zeitschrift werden in erster Linie getunte oder umgebaute Autos präsentiert. Des Weiteren finden sich auch Artikel rund um das Thema Volkswagen, Tuning und Treffen, sowie ein Kleinanzeigenteil. Die VW Scene ist das meistverkaufte VW-Magazin. Die verbreitete Quartalsauflage beträgt aktuell knapp 32.000 Exemplaren, die Druckauflage bei etwa 83.000. Der TV Trend Verlag, der zur Vestische Mediengruppe Welke gehört, verlegt ähnliche Zeitschriften auch für andere Automarken.